# Musculus obliquus capitis superior
Der Musculus obliquus capitis superior (lateinisch für „oberer schräger Kopfmuskel“, bei Tieren als Musculus obliquus capitis cranialis bezeichnet) ist ein Skelettmuskel im Bereich des Nackens und liegt an der Rückenseite des Kopfgelenks. Er zieht vom Querfortsatz des Atlas zur Schädelkalotte (Linea nuchalis inferior, mittleres Drittel).
Er ist einer der vier, zur sogenannten ortsständigen Rückenmuskulatur gehörigen kurzen Nackenmuskeln, zu denen außerdem noch Musculus rectus capitis posterior major, Musculus rectus capitis posterior minor und Musculus obliquus capitis inferior gehören. Diese Muskelgruppe wird vom hinteren Ast (Ramus dorsalis) des ersten Spinalnerv des Halses (C1) innerviert und bewirkt feinabgestimmte Haltungen, Stellungen und Bewegungen des Kopfes. Zusammen mit dem Musculus rectus capitis posterior major und Musculus obliquus capitis inferior bildet der Musculus obliquus capitis superior eine im Dreieck angeordnete Muskelgruppe, die als Vertebralisdreieck bezeichnet wird.